# .ws
.ws는 사모아의 국가 코드 최상위 도메인이다. 사모아 정부 외무부를 위해 SamoaNIC가 관리한다.
.ws 도메인은 1970년대 두 글자로 된 국가 코드가 표준화되었을 때 국가의 공식 명칭이었던 "Western Samoa"의 약어이다. 대부분의 2단계 .ws 도메인 등록에는 지리적 제한이 없지만 .org.ws, .gov.ws 및 .edu.ws 등록은 제한된다.
2008년 3월 14일 이전에는 .ws 도메인을 한 도메인 등록 기관에서 다른 도메인 등록 기관으로 이전하는 것이 허용되지 않았다.
.ws 국가 코드는 도메인 해킹으로 판매되었다. ws는 모든 국제화된 도메인 이름을 지원하므로 등록자에게 "글로벌" 인터넷 존재를 제공하는 "세계 사이트", 웹 사이트 또는 웹 서비스를 의미하는 것으로 알려져 있다. 이 도메인은 주로 "(조직 이름)ne.ws"라는 접미사가 붙는 URL 단축 목적의 뉴스 조직에서 널리 사용된다.
잠재적인 인기로 인해 원하는 도메인의 기간에 따라 등록기관에서 가격 차등을 적용한다. 4자 이상의 도메인은 경쟁력 있는 가격으로 책정되는 반면, 3자, 2자, 단일 문자 도메인에는 자체 가격 등급이 있어 신속하게 수천 달러로 비용이 증가한다. "Global Domains International"이라는 회사는 .ws 도메인 재판매를 위한 다단계 마케팅 계획을 운영하고 있다.
2016년에 .ws는 이모티콘 도메인을 제공하는 최초의 도메인 이름 등록 기관 중 하나로 인기를 얻었다.
2018년 기준 .ws에 등록된 이모티콘 도메인은 약 25,000개이다.
구글은 .ws ccTLD를 일반적인 최상위 도메인 gTLD로 취급한다.